# 俱乐部三明治
，也叫會所三文治（Clubhouse Sandwich），是用煎蛋、火腿、蔬菜、芝士、煙肉和番茄等各式食材製作而成。有時會製成雙層形式，切成四等份，並用牙籤穿好。
傳統的製法是用火雞肉、煙肉、生菜及番茄等材料，配上經烘烤的麵包。未經烘烤的麵包也可以，火腿可用來取代煙肉，雞肉也是火雞的良好替代品。

## 起源
三明治於18世紀起源自英國，相傳發明者為第四代三明治伯爵約翰·孟塔古（John Montagu, 4th Earl of Sandwich）。這種餐點於19世紀傳入美國。
公司三文治發源自美國，據說最早來自紐約州薩拉托加泉市，大約在19世紀，這裡的夜總會（night club）開始提供這種食物，因此得名。這個地方也是馬鈴薯片的發源地。

## 各地演變

### 香港
香港稱為公司三文治，由英國傳入，據說當時在公司上班的白領職員，因為無暇吃飯，會到茶餐廳購買這種食物當午餐，所以被稱為公司三文治。
港式茶餐廳及香港連鎖港式快餐店普遍都會在下午茶時間提供單買的公司三文治。材料相對比較平民，通常都是本身餐廳常餐特餐會用的材料，例如午餐肉、煎蛋、三文治火腿、青瓜、番茄。三文治的麵包通常都是有烘過的，然後不會像高級餐廳那樣提供幾塊薯片（過去2021年前美心MX有提供薯片，而美心MX仍然採用紅色主題時更有提供即製炸曲紋薯條）。

### 台灣
在中華民國政府統治台灣之後，於1960年代，美國駐軍引進這項食物，最早於台北市美軍顧問團軍官俱樂部供應。以培根、生菜、番茄加上土司麵包製成，有時也加入雞胸肉。由於上海話稱俱樂部（Club）為總會，因此被翻譯為總會三明治。在駐台美軍數量增加之後，被雇用到美軍俱樂部中擔任廚師與服務員的台灣人，學會這道料理，開始傳播到台灣各地。
1979年，台美斷交，駐台美軍撤離，原先在美軍俱樂部中服務的台灣人，進入台灣本地的西餐廳與飯店。他們開始對食材及食譜進行改良，使得這道料理變成本土料理。因為加入的食材豐富，開始被改稱為總匯三明治，代表其食材豐富，什麼都有。
1981年，林坤炎創立連鎖早餐店美而美。他將在餐廳看到的總匯三明治這道料理加進菜單，加進玉米、火腿、肉鬆、豬肉排、牛肉排與雞蛋等食材，使這道餐點成為台灣早餐店常見的美食。